# Paperhouse (película)
Paperhouse, también conocida como La casa de papel en España y Sueños alterados en Hispanoamérica, es una película británica de fantasía, dirigida por Bernard Rose y estrenada el 10 de septiembre de 1988. El filme cuenta con la participación de Glenne Headly, Gemma Jones, Charlotte Burke, Elliott Spiers y Ben Cross. Se basa en la novela Marianne Dreams de Catherine Storr.

## Argumento
Anna Madden (Charlotte Burke) es una niña de once años de edad que sufre de fiebre glandular y debe permanecer en cama. Aburrida, dibuja en una hoja de papel una casa y, al dormirse, tiene un sueño vívido en el cual se encuentra en el interior de la casa que ha dibujado. Anna se da cuenta de que todo lo que dibuja en el papel se hace realidad en sus sueños, por lo que, entusiasmada por su descubrimiento, dibuja un rostro en la ventana, esperando ver cuál será el resultado. En su próximo sueño, se encuentra con un niño discapacitado llamado Marc (Elliott Spiers) viviendo en la casa y traba amistad con este. Anna descubre gracias a su médico, la Dra. Sarah Nicols (Gemma Jones), que Marc es una persona real. 
Debido a que Anna no le dibujó piernas a Marc, dibuja a su padre en el dibujo para que este pueda ayudarle a llevarlo fuera de la casa; pero sin darse cuenta, le dibuja con una expresión enojada y su padre (quien ha estado fuera de casa por mucho tiempo y tiene un problema con la bebida que ha puesto en tensión su matrimonio) aparece en el sueño como un ogro furioso y ciego. Anna y Marc derrotan al monstruo y poco después Anna se recupera, aunque la doctora le revela que la condición de Marc se está deteriorando.
El padre de Anna vuelve a la casa y él y su esposa parecen decididos a superar sus dificultades maritales. Sin embargo, en una visita de control, la Dra. Nicols le informa a Anna que Marc había muerto. Devastada por la noticia, Anna no muestra ánimos y sus padres deciden llevarla de vacaciones a un pueblo cerca del océano. Anna, quien había dibujado un faro en su dibujo como un refugio de la siniestra casa y había proporcionado también un helicóptero para rescatar a Marc, visita un faro que se encuentra en el borde de un acantilado en la playa y ve a un helicóptero mientras que la voz de Marc la invita a que suba con él. Una escalera de cuerda cuelga del helicóptero y Anna esta peligrosamente cerca del borde del acantilado. La voz de Marc finalmente le dice "Debo irme", estaré bien" y desaparece. Los padres de Anna llegan a tiempo para evitar su caída.

## Elenco
Paperhouse se caracteriza por ser la única película hasta la fecha en la que Charlotte Burke ha tenido un papel de liderazgo importante. Elliott Spiers, quien interpretó a Marc, hizo participó en una película más antes de su muerte, Taxandria (1989). En 1991, Spiers enfermó gravemente de los efectos secundarios de un medicamento contra la malaria y no logró recuperarse completamente. Murió en el Hospital Royal Free de Hampstead, Inglaterra, el 15 de enero de 1994, a la edad de apenas 20 años. Taxandria se estrenó más tarde ese año y está dedicado a su memoria.

## Crítica
El crítico de cine Roger Ebert dio a Paperhouse cuatro estrellas de cuatro y la llamó "una película en la que se ha destilado cada imagen hasta el punto de sencillez casi aterrador". En el programa de televisión Siskel & Ebert, recibido un "Thumbs Up" (pulgar arriba) de Roger Ebert, quien comentó "supongo que Paperhouse clasifica como un thriller de fantasía, pero me pareció que era mucho más que eso. Una película de sueño que utiliza imágenes reales y en concreto es así, parece más convincente que la mayoría de los dramas de la vida real". Los críticos que han presentado sus opiniones en el sitio web Rotten Tomatoes le han dado una calificación de 100%, mientras que los usuarios una calificación del 70%.

## Protagonistas
- Charlotte Burke como Anna Madden.
- Glenne Headly como Kate Madden.
- Elliott Spiers como Marc.
- Gemma Jones como Dra. Sarah Nicols
- Ben Cross como Sr. Madden